# Неретва
Неретва (на сърбохърватски: Neretva) е река в Босна и Херцеговина и Хърватия (Дубровнишко-неретванска жупания), вливаща се в Адриатическо море. Дължина 225 km (203 km в Босна и Херцеговина, 22 km в Хърватия), площ на водосборния басейн 5581 km²

## Географска характеристика

### Извор, течение, устие
Река Неретва води началото си от планината Зеленагора (част от Динарските планини), на 1120 m н.в., в югоизточната част на Босна и Херцеговина. В горното и средното си течение пресича Динарските планини в началото на северозапад, а след като изтече от язовира „Ябланица“ – на юг в живописна каньонообразна долина, която е изключително популярна дестинация за туризъм. Покрай левия бряг на реката се издигат планините Църван и Прен, а покрай десния – Трескавица, Височица, Белашница, Битовня, Черсница и Чабуля, всички части от Динарската планинска система. След град Мостар долината ѝ значително се разширява, а след като при град Меткович премине на хърватска територия тече през тясната крайбрежна равнина. Тук на протежение от 22 km коритото ѝ изцяло е коригирано и канализирано чрез предпазни водозащитни диги. Влива се в Неретванския залив на Адриатическо море чрез малка делта, на 2 km южно от хърватския град Плоче.

### Водосборен басейн, притоци
Водосборният басейн на Неретва обхваща площ от 5581 km², като 99% от него се намира на босненска територия. На запад и югоизток водосборния басейн на Неретва граничи с водосборните басейни на малки и къси реки, губещи се в безотточните котловини на Динарските планини, а на север и североизток – с водосборните басейни на реките Върбас, Босна и Дрина (десни притоци на Сава).
Основните притоци:
- леви – Буна, Брагава;
- десни – Репище, Ракитница (33 km), Неретвица, Рама (34 km), Долянка, Дрежанка, Требижат (51 km).[1]

### Хидроложки показатели
Неретва има предимно подземно и дъждовно подхранване с ясно изразено пролетно и есенно пълноводие и лятно маловодие. Среден тодишен отток в устието 280 m³/sec.

## Стопанско значение, селища
По горното течение на Неретва може да се срещне уникална природа. В планинската си част водата е изключително чиста и бистра. Тя е една от най-студените реки на планетата, като през летните месеци температурата на водата често пада под 7 – 8 °C. На реката са изградени четири язовира – „Ябланица“ (най-голям, височина на преградната стена 85 m), „Грабовица“, „Салаковач“ и „Мостар“, както и няколко ВЕЦ-а. Босненското правителство има планове да инвестира в строителството на още язовири по горното течение на реката, което обаче, ако стане факт, ще наводни каньоните, които са разположени по протежение на Неретва. Коритото на Неретва на хърватска територия е канализирано, уругулирано и удълбано и на 22 km от устието, до град Меткович реката е плавателно.
Най-големият град разположен на Неретва е Мостар. Други по-малки градчета, през които минава реката, са: Кониц, Ябланица, Чаплина (в Босна и Херцеговина); Меткович и Плоче (в Хърватия).

## Забележителности
Най-големият архитектурен паметник, построен на река Неретва, е Стари мост в Мостар. Той е включен в Списъка на световното културно и природно наследство на ЮНЕСКО. Мостът е разрушен по време на гражданската война в Босна и Херцеговина, a впоследствие реставриран и официално открит на 23 юли 2004 година.
През 1943 г. на реката става сражение, на основата на което през 1969 г. е сниман най-високобюджетният филм в историята на кинематографията на Бивша Югославия.